# ОЦ-02
ОЦ-02 (ТКБ-0217) «Кипарис» — пистолет-пулемёт.

## История
Пистолет-пулемёт ТКБ-104 (или ТКБ-0104), ставший впоследствии прототипом ТКБ-0217, был разработан в 1972 году по заказу Министерства обороны СССР в рамках ОКР «Букет» на компактный бесшумный ПП конструктором ЦКИБ СОО г. Тулы Н. М. Афанасьевым при участии Д. П. Плешкова и Н. В. Трухачева. За основу была взята компоновочная схема чехословацкого пистолета-пулемёта Scorpion Vz.61 образца 1961 года. Все три участника ОКР не удовлетворили требованиям по кучности, поэтому военные решили просто установить на автоматический пистолет Стечкина глушитель и приняли результат на вооружение как АПБ.
На рубеже 1980-х и 1990-х советская милиция решила обзавестись ПП, и под это была начата ОКР «Кустарник». В результате доработки ТКБ-104 и получился ТКБ-0217.
Наличие в конструкции фрезерованных деталей привело к тому, что стоимость производства ОЦ-02 была заметно выше, чем стоимость ПП-91 «Кедр». Поэтому до начала 1995 года было выпущено лишь несколько сотен ОЦ-02, поступивших на вооружение спецназа МВД РФ (хотя по эксплуатационным и тактико-техническим характеристикам ОЦ-02 был лучше ПП-91).

## Конструкция
Малый пистолет-пулемет «Кипарис» создан под патрон 9×18 мм ПМ по традиционной схеме. Автоматика ОЦ-02 «Кипарис» работает за счёт отдачи свободного затвора.
Ударно-спусковой механизм куркового типа позволяет вести одиночный и автоматический огонь. Выстрел производится с закрытого затвора, что увеличивает точность огня. Предохранитель неавтоматический, выполняет одновременно функцию переводчика режимов огня и находится на левой стороне ствольной коробки над пистолетной рукояткой.
Рукоять взведения затвора находится на правой стороне ствольной коробки.
При включении предохранитель блокирует ударно-спусковой механизм и затвор. Прицельные приспособления открытого типа, состоят из мушки с намушником и регулируемого целика. Стреляные гильзы выбрасываются вверх и назад. Серийно производиться пистолет-пулемет «Кипарис» начал в 1992 году под индексом ТКБ-0217.
Магазин коробчатый, с расположением патронов в два ряда. Для повышения устойчивости оружия используется складной приклад, который в походном положении складывается поверх ствольной коробки. Первые выпущенные ОЦ-02 комплектовались четырьмя магазинами (одним 10-патронным, двумя 20-патронными и одним 30-патронным).
На оружие может быть установлен глушитель и лазерный целеуказатель ЛЦУ-К (ОЦ-05-02).

## Модификации
- GMC-700 — 9-мм автоматический газовый пистолет (под патрон 9×26 мм), разработанный концерном «Айсберг» в качестве служебного оружия для частных охранных структур и МВД РФ. Комплектовался 20-зарядным магазином. Изготовлен в количестве 30 шт., но на вооружение это оружие не было принято и серийно не выпускалось[6][7].

## Страны-эксплуатанты
- СССР — в 1991 году принят на вооружение внутренних войск и органов внутренних дел МВД СССР[1].
- Россия — на вооружении ФСО, Федеральной таможенной службы, спецназа[3] и вневедомственной охраны Росгвардии[8], ведомственной охраны[9], ФГУП «Главный центр специальной связи» и инкассаторов[10].

## Музейные экспонаты
- один ОЦ-02 является экспонатом Тульского государственного музея оружия[11]